# Farkas Mihály (színművész)
Farkas Mihály (Sajószentpéter, 1877. szeptember 28. – 1927 után) színész, színigazgató.

## Életútja
Farkas Sámuel harangozó és Benedikti Lídia fiaként született, 1877. szeptember 30-án keresztelték. Színipályára lépett 1897-ben, Kiss Pál színigazgatónál, Eperjesen. Onnan Pozsonyba szerződött, Relle Iván magyar- és német nyelvű színigazgatásához. 14 évig mint színész és énekes kisebb-nagyobb társulatoknál működött: Miskolc, Szabadka, Pécs és Erdély majdnem minden városában. 1912-ben színigazgató lett és 10 évig Felsőmagyarország nevezetesebb városaiban (Rimaszombat, Rozsnyó, Dobsina, Selmecbánya, Körmöcbánya, Turócszentmárton, Balassagyarmat, Salgótarján, Gyöngyös stb.) működött. 1927-ben nyugdíjba ment. Neje Aradi Gizi mint anyaszínésznő működött, később szintén nyugdíjba ment.